# 키쿠치 시호
키쿠치 시호(菊池 志穂, 1972년 5월 6일 ~ )는 일본의 여성 성우이다.

## 출연작

### TV 애니메이션
1996년
- 기동전함 나데시코(아마노 히카루)

2000년
- 학교괴담(타리파)

2002년
- 탑블레이드(타치바나 히로미)

2003년
- 스트라토스 4(나카무라 아야모)

- 팽이대전 G블레이드(타치바나 히로미)

### OVA
1999년
- 두근두근 메모리얼(타테바야시 미하루)

2003년
- 메모리즈 오프 2nd(시라카와 시즈루)

2004년
- 메모리즈 오프 3.5~추억의 저편으로~(시라카와 시즈루)
- 메모리즈 오프 3.5~소원이 닿을때~(시라카와 시즈루)

### 극장판
1998년
- 기동전함 나데시코 The Prince of Darkness(아마노 히카루)

### 게임
1994년
- 두근두근 메모리얼(타테바야시 미하루)
- 철권(쿠니미츠)

1995년
- 철권2 (카자마 쥰, 쿠니미츠)

1998년
- Sequence Palladium(질메아 첼트리제)

1999년
- 철권 태그 토너먼트(카자마 준, 쿠니미츠)
- The King of Fighters 99(윕)

2000년
- The King of Fighters 2000(윕)

2001년
- The King of Fighters 2001(윕)

2002년
- The King of Fighters 2002(윕)

2003년
- The King of Fighters 2003(윕)
- 뿌요뿌요 피버(아미티)

2004년
- The King of Fighters NEOWAVE(윕)

2005년
- The King of Fighters XI(윕)